# Peter Haber (actor)
Peter Haber  (n. 12 decembrie 1952, Stockholm) este un actor suedez, care a devenit mai cunoscut prin rolul jucat în serialul Beck.

## Date biografice
Mama lui Peter Haber este suedeză iar tatăl german, el a copilărit în provincie în apropiere de Stockholm. Botezul lui are loc în  Remscheid, unde trăiesc rudeniile tatălui său, aici va petrece vacanța de vară. 
Ca și copil era interesat pentru teatru, apărând deja pe scenă la vârstă de 12 ani. După gimnaziu urmează academia de actorie din  Stockholm, întrerupe studiul pentru a putea juca teatru și a cânta ca tenor de operă. În rolurile pe care va juca ulterior, în filmele germane nu are nevoie de dublură, deoarece vorbește cursiv germană, fapt care i-a adus în Germania o mare popularitate.

## Filmografie
- 1990: Fiendens fiende (My Enemy's Enemy)
- 1991: Sunes jul
- 1992: Jönssonligan och den svarta diamanten (The Johnson-gang and the black diamond)
- 1993: Sunes sommar
- 1994: Jönssonligans största kupp (The Johnson-gang's greatest robbery)
- 1995: Vita lögner (White Lies) (TV-series)
- 1997: Beck – Lockpojken (The Bait Boy)
- 1997: Beck – Mannen med ikonerna (The Man With The Icons)
- 1997: Beck – Vita nätter (White Nights)
- 1998: Beck – Öga för öga (Eye For An Eye)
- 1998: Beck – Pensionat Pärlan (The Boarding House Pearl)
- 1998: Beck – Monstret (The Monster)
- 1998: Beck – The Money Man
- 1998: Beck – Spår i mörker (Trails In The Dark)
- 1999: Tomten är far till alla barnen (Santa is the father of all the children)
- 1999: Vägen ut (The Way Out)
- 2001: Beck – Hämndens pris (The Price Of Vengeance)
- 2001: Beck – Mannen utan ansikte (The Man Without A Face)
- 2001: Beck – Kartellen (The Cartel)
- 2002: Shrek (Swedish voice for Lord Farquaad)
- 2002: Beck – Enslingen (The Loner)
- 2002: Beck – Annonsmannen (The Advertising Man)
- 2002: Beck – Okänd avsändare (Sender: Unknown)
- 2002: Beck – Pojken i glaskulan (The Boy In The Glass Ball)
- 2002: Beck – Sista vittnet (The Last Witness)
- 2004: Hotet (The Threat)
- 2006: Beck – Skarpt läge (Sharp Position)
- 2006: Beck – Flickan i jordkällaren (The Girl In The Basement)
- 2007: Beck – Gamen (The Vulture)
- 2006: Beck – Advokaten (The Lawyer)
- 2007: Beck – Den japanska shungamålningen (The Japanese Shunga Painting)
- 2007: Beck – Den svaga länken (The Weak Link)
- 2007: Beck – Det tysta skriket (The Silent Scream)
- 2007: Beck – I Guds namn (In God's Name)
- 2009: Män som hatar kvinnor (Men Who Hate Women)
- 2009: Beck – I stormens öga (In The Eye Of The Storm)
- 2009: Beck – Levande begravd (Buried Alive)
- 2009: Crashpoint - 90 Minuten bis zum Absturz, Germany
- 2015: Beck – Rum 302
- 2015: Beck – Familjen
- 2015: Beck – Invasionen
- 2016: Beck – Sjukhusmorden
- 2014: Bamse och tjuvstaden (Bamse och tjuvstaden)